# 771年
| 千纪： | 1千纪                                                                                           |
| 世纪： | 7世纪 \| 8世纪 \| 9世纪                                                                         |
| 年代： | 740年代 \| 750年代 \| 760年代 \| 770年代 \| 780年代 \| 790年代 \| 800年代                       |
| 年份： | 766年 \| 767年 \| 768年 \| 769年 \| 770年 \| 771年 \| 772年 \| 773年 \| 774年 \| 775年 \| 776年 |
| 纪年： | 辛亥年（猪年）；唐大曆六年；南诏长寿三年；日本寶龜二年；渤海国大興三十四年                      |

## 大事记
- 卡洛曼一世死，其兄查理曼夺取其领地，統一全法蘭克。其岳父，伦巴第末代国王，托斯卡纳公爵，狄西德里乌斯反抗法兰克的统治，企图夺回被矮子丕平赠送给教皇的伦巴第领土，庇护卡洛曼的遗孀与子女，查理曼遂应教皇阿德里安一世的要求，开始进攻伦巴第，并废黜自己的伦巴第王后。
- 哈瓦利吉派攻陷阿非利加省治所凯鲁万，阿拔斯王朝总督奥马尔·伊本·哈夫斯阵亡。
- 吐蕃攻青石嶺。

## 逝世
- 韋元甫，唐朝政治人物。
- 12月4日——卡洛曼一世，矮子丕平之子。